# Bodil Ipsen
Bodil Louise Jensen Ipsen Black (30 de agosto de 1889 — 26 de novembro de 1964) foi uma atriz e cineasta dinamarquesa. Ela foi uma das pioneiras do cinema dinamarquês e atuou em 14 filmes ao longo de sua carreira. Além disso, o prêmio de cinema "Bodil" leva o seu nome (juntamente com Bodil Kjer).

## Vida pessoal
Bodil foi casada quatro vezes. Casou-se pela primeira vez em 1910 com o ator Jacob Texière, mas o casamento foi dissolvido no mesmo ano. Então, em 1914, ela se casou com o engenheiro civil H.H.O. Moltke, e eles se divorciaram três anos depois. Seu casamento em 1919 com o diretor de cinema Emanuel Gregers durou quatro anos. Ela casou-se pela quarta vez em 1932 com o jornalista Ejnar Black. Eles permaneceram juntos por 17 anos até a morte de Black em 1949.

## Filmografia

### Como atriz
| Ano  | Título                | Papel                        | Nota(s)                                                       |
| ---- | --------------------- | ---------------------------- | ------------------------------------------------------------- |
| 1913 | Scenens Børn          | Leonie, Walters hustru       | Dirigido por Fritz Magnussen                                  |
| 1913 | Et Syndens Barn       |                              | Dirigido por Bjørn Bjørnson                                   |
| 1920 | Lavinen               | Maria, Pouls hustru          | Dirigido por Emanuel Gregers                                  |
| 1922 | Frie Fugle            | Naomi, a esposa do capitão   | Dirigido por Emanuel Gregers                                  |
| 1923 | Madsalune             | Imperatriz Catarina II       | Dirigido por Emanuel Gregers                                  |
| 1928 | Maria Stuart          | Rainha Isabel                |                                                               |
| 1932 | Paustians Uhr         | Store Marie                  | Dirigido por Ralph Christian Holm                             |
| 1935 | Det gyldne smil       | Elsa Bruun                   | Dirigido por Paul Fejos                                       |
| 1938 | Bolettes brudefærd    | Bolette Jensen               | Dirigido por Emanuel Gregers                                  |
| 1940 | Sørensen og Rasmussen | Condessa Danner              | Dirigido por Emanuel Gregers                                  |
| 1941 | Gå med mig hjem       | Helene Hanøe, promotora      | Dirigido por Benjamin Christensen                             |
| 1942 | Forellen              | Clara, esposa de Carl Møller | Dirigido por Emanuel Gregers                                  |
| 1957 | Ingen tid til kærtegn | mulher na cadeira de rodas   | Dirigido por Annelise Hovmand                                 |
| 1960 | Tro, håb og trolddom  | vovó Gunhild                 | Dirigido por Erik Balling Venceu—Prêmio Bodil de Melhor Atriz |

### Como diretora
| Ano  | Título                      | Nota(s)                                                                           |
| ---- | --------------------------- | --------------------------------------------------------------------------------- |
| 1942 | Afsporet                    | Co-dirigido por Lau Lauritzen Jr.                                                 |
| 1942 | En herre i kjole og hvidt   | Co-dirigido por Valdemar Christensen                                              |
| 1943 | Drama på slottet            | Co-dirigido por Valdemar Christensen                                              |
| 1944 | Mordets melodi              | Co-dirigido por Valdemar Christensen                                              |
| 1944 | Besættelse                  | Co-dirigido por Valdemar Christensen                                              |
| 1945 | De røde enge                | Co-dirigido por Lau Lauritzen Jr. Venceu—Palme d'Or                               |
| 1947 | Bröllopsnatten              | Produzido na Suécia                                                               |
| 1948 | Støt står den danske sømand | Co-dirigido por Lau Lauritzen Jr. Venceu—Prêmio Bodil de Melhor Filme Dinamarquês |
| 1950 | Café Paradis                | Co-dirigido por Lau Lauritzen Jr. Venceu—Prêmio Bodil de Melhor Filme Dinamarquês |
| 1951 | Det sande ansigt            | Co-dirigido por Lau Lauritzen Jr. Venceu—Prêmio Bodil de Melhor Filme Dinamarquês |